# آشور نيراري الرابع
آشور نيراري الرابع هو الملك ال93 لآشور من القرن 10 ق م، حسب قائمة ملوك آشور ذكرت أنه حكم لمدة 6 سنوات، من سنة 1019 إلى سنة 1013 ق م. خلف الحكم من والده شلمنصر الثاني، ذكرت المصادر أنه مات موت مفاجئ ليخلفه في الحكم شقيقه الأصغر آشور رابي الثاني.